# Таскарасу
Таскарасу (каз. Тасқарасу) — село в Уйгурском районе Алматинской области Казахстана. Административный центр Таскарасуского сельского округа. Находится примерно в 24 км к северу от села Чунджа, административного центра района, на высоте 553 метров над уровнем моря. Код КАТО — 196657100.

## Население
В 1999 году население села составляло 3114 человек (1510 мужчин и 1604 женщины). По данным переписи 2009 года, в селе проживало 2820 человек (1399 мужчин и 1421 женщина).

## История
Переселенческое село Михайловское (позже Богословское) основано в 1909 г.